# John Martin Schaeberle
John Martin Schaeberle (10 de enero de 1853-17 de septiembre de 1924) fue un astrónomo germano estadounidense, descubridor de dos cometas.

## Biografía
Schäberle nació en Württemberg, Alemania, pero en 1854 inmigró a los Estados Unidos siendo todavía un niño. Muchas fuentes se refieren a él como John M. Schaeberle, pero entre su familia y amigos era conocido como Martin.
Acudió a escuelas públicas, tras lo que fue aprendiz en una tienda de maquinaría. Durante este período se interesó por la astronomía, por lo que decidió continuar sus estudios en el instituto. Fue alumno de James Craig Watson en la Universidad de Míchigan, en la que se graduó en 1876 como ingeniero civil, pero se dedicó a la astronomía, materia que impartió en la citada Universidad de Míchigan de 1876 a 1888. Poseía su propio observatorio privado, desde el que descubrió dos cometas.  En 1888 fue uno de los astrónomos que empezó a trabajar en el Observatorio Lick tras su inauguración.
Tuvo a su cargo la expedición para presenciar el eclipse solar en Cayena en 1889, así como de los viajes con el mismo propósito a Chile en 1893 y a Japón en 1896. Diseñó la "cámara Schaeberle" para tomar imágenes del Sol y su corona durante los eclipses solares totales. También descubrió en 1896 Proción B, la débil estrella compañera de Proción.
Dimitió del Observatorio Lick cuando James Edward Keeler fue elegido director en vez de él en 1898, a pesar del hecho de que había estado actuando como director desde el año anterior.  Dedicó algún tiempo a viajar, continuando sus estudios astronómicos en Ann Arbor. Nunca volvió a desempeñar otro puesto astronómico. Fue también atleta y músico, así como un colaborador habitual de revistas astronómicas.
Schaeberle murió en Ann Arbor.

## Cometas descubiertos
- C/1880 G1 (Schaeberle)[3]
- C/1881 N1 (Schaeberle)[3]

## Eponimia
Además de los cometas que llevan su nombre, se tiene que: 
- El cráter lunar Schaeberle lleva este nombre en su memoria.[4]
- El cráter marciano Schaeberle también conmemora su nombre.[5]

### Necrologías
- Obs 47 (1924) 348 (un párrafo)
- PASP 36 (1924) 309

- Datos: Q4521877
- Multimedia: John Martin Schaeberle / Q4521877